# Abronia montecristoi
Espèce
Statut de conservation UICN

 EN B1ab(iii) : En danger
Abronia montecristoi est une espèce de sauriens de la famille des Anguidae.

## Répartition
Cette espèce se rencontre au Guatemala, au Honduras et au Salvador entre 1 370 et 2 250 m d'altitude.

## Étymologie
Son nom d'espèce lui a été donné en référence au lieu de sa découverte, le mont Montecristo.

## Publication originale
- Hidalgo, 1983 : Two new species of Abronia (Sauria: Anguidae) from the cloud forests of El Salvador. Occasional Papers of the Museum of Natural History, University of Kansas, no 105, p. 1-11 (texte original).